# 47 Camelopardalis
47 Camelopardalis är en vit stjärna i stjärnbilden Giraffen.
Stjärnan har visuell magnitud +6,35 och är synlig för blotta ögat enbart vid god seeing. Den befinner sig på ett avstånd av ungefär 240 ljusår.